# With the lights out
With the Lights Out és un estoig amb 3 CD i 1 DVD del grup estatunidenc d'estil grunge, Nirvana que conté material inèdit fins llavors. Es va llançar el novembre del 2004. Es diu així per la tornada de la cançó amb més èxit del grup: Smells Like Teen Spirit.

## Història
Els rumors d'una col·lecció pòstuma, o d'una antologia, van començar a circular des de mitjan 90, poc després de la mort del cantant i guitarrista Kurt Cobain a l'abril del 1994. Es va anunciar el llançament d'un estoig amb 45 cançons el setembre del 2001, coincidint amb el desè aniversari de l'àlbum més reeixit de la banda, Nevermind. Una batalla legal entre la vídua d'en Cobain, la Courtney Love i els altres membres del grup, en Dave Grohl i el Krist Novoselic, va ajornar-ne indefinidament els plans.
En bona part, la discussió es va centrar al voltant de la cançó You Know You're Right, que es va enregistrar el gener del 1994 en la sessió final d'estudi del grup. En Grohl i en Novoselic volien incloure la cançó a l'estoig, però la Love va aturar-los i els va demandar judicialment per tenir el control del llegat dels Nirvana. En el plet s'assegurava que "hi havia unes postures oposades pel que fa a l'administració de la deixa d'en Kurt Cobain". La Love creia que incloure You Know You're Right en un estoig seria  desaprofitar-lo, per això volia posar-lo en una recopilació de senzills similar al disc 1 dels The Beatles. L'any 2002, les dues parts es van posar d'acord i van llançar la cançó You Know You're Right com un senzill que va sortir en la recopilació Nirvana. Aquest fer va desbrossar el camí per fer With the Lights Out, que va arribar dos anys després, però amb més música de la que inicialment s'havia promés.
With the Lights Out va tenir bons comentaris per part dels crítics musicals, molts dels quals van veure-ho com una baula valuosa de l'evolució musical del grup, però també van dir que hi havia molt material de "segona mà" per a un llançament oficial. Va ser ben rebut pels fanàtics del grup, que van poder escoltar per primer cop alguns enregistraments llegendaris com ara la versió d'Ain't It a Shame de Leadbelly, les versions d'estudi de Verse Chorus Verse i Old Age, i un enregistrament de l'última cançó composta per en Cobain, Do re mi. També hi havia diverses sorpreses, com una mostra d'un assaig del grup fent la cançó Mrs. Butterworth, desconeguda fins al moment. Una versió de solo d'en Cobain de la cançó They Hung Him on a Cross dels Leadbelly i una mostra acústica de You Know You're Right.
With the Lights Out va ser el número 19 del Billboard 200 només de sortir. Fou un record de vendes d'un estoig d'aquest tipus, en una setmana se'n van vendre 105.760 còpies. La revista Rolling Stone el va considerar com l'estoig musical més venut de la història.

## Llista de cançons
En Kurt Cobain ha escrit totes les cançons excepte en els llocs on s'indiqui el contrari.
En Dave Grohl toca la bateria en totes les cançons excepte on s'indiqui el contrari o quan l'únic intèrpret és en Cobain

### CD 1
- Del primer concert dels Nirvana (març del 1987 a Raymond, Washington. Bateria: Aaron Burckhard)

1. Heartbreaker (Bonham, Jones, Page, Plant; versió dels Led Zeppelin) (2.59)
- De la primera sessió de ràdio del grup (17 d'abril del 1987 a la KAOS-FM, Olympia, Washington. Bateria: Aaron Burckhard)

2. Anorexorcist (2.44)
3. White Lace And Strange (Bond; versió de Thunder and Roses) (2.09)
4. Vendetagainst (A la llista com Help Me I'm Hungry; 2.41)
- D'una mostra que provenia d'un assaig del grup (Estiu del 1987 a Washington. Hi ha una errada a la llista que diu que prové d'un assaig a la casa d'en Dale Crover, el gener del 1988. Bateria: Aaron Burckhard)

5. Mrs. Butterworth (4.05)
- De la primera sessió d'estudi del grup (23 de gener del 1988 als estudios Reciprocal Recording de Seattle. Productor: Jack Endino. Bateria: Dale Crover)

6. If You Must (4.01)
7. Pen Cap Chew (3.02)
- D'una presentació en directe (23 de gener del 1988 al Community World Theatre, Tacoma, Washington. Bateria: Dale Crover)

8. Downer (1.43)
9. Floyd the Barber (2.33)
10. Erectum, titulat com Raunchola / Moby Dick (Moby Dick - Bonham, Jones, Page; versió de Led Zeppelin) (6.24)
- Enregistraments de 4 pistes d'en Cobain (entre 1987 i 1988 a Aberdeen, Washington)

11. Beans (1.32)
12. Don't Want It All (2.26)
13. Clean Up Before She Comes (3.12)
14. Polly (2.30)
15. About a Girl (2.44)
- De la sessió d'enregistrament del senzill de Love Buzz i de Bleach (des de juny fins a setembre del 1988 als estudis Reciprocal Recording de Seattle. Productor: Jack Endino. Bateria: Chad Channing)

16. Blandest (3.56)
- De la primera sessió del grup per a l'enregistrament d'una mostra de 24 pistes (primavera del 1989 a l'estudi de la universitat estatal Evergreen, a Olympia, Washington. Productor: Greg Babior. Segona guitarra: Jason Everman. Bateria: Chad Channing)

17. Dive (4.50)
- D'una sessió d'estudi per a The Jury, un grup de versions de Leadbelly amb els integrants dels Nirvana i els Screaming Trees (20 i 28 d'agost als estudis Reciprocal Recording de Seattle. Productor: Jack Endino. Bateria el 19 i 20: Mark Pickerel)

18. They Hung Him on a Cross (Leadbeally) (1.57)
19. Grey Goose (Leadbelly) (4.36)
20. Ain't It a Shame (Leadbelly) (2.01)
- De la sessió d'enregistrament de l'EP Blew (setembre del 1989 als estudis Music Source de Seattle. Productor: Steve Fisk. Bateria: Chad Channing)

21. Token Eastern Song (3.21)
22. Even in His Youth (3.12)
23. Polly (2.36)
- De la presentació d'en Cobain en un programa de ràdio d'una emissora universitària (25 de setembre del 1990 a la KAOS-FM, Olympia, Washington)

1. Opinion (1.34)
2. Lithium (1.49)
3. Been a Son (1.12)
- Mostres casolanes d'en Cobain (estiu del 1990 a Olympia, Washington)

4. Sliver (2.09)
5. Where Did You Sleep Last Night (Leadbelly) (2.31)
- De la sessió d'enregistrament per les mostres de Nevermind i la versió de Polly que hi ha en aquest disc (del 2 d'abril al 6 d'abril del 1990 als estudis Smart, Madison, Wisconsin. Productor: Butch Vig. Bateria i timbals: Chad Channing)

6. Pay To Play (primera versió de Stay Away) (3.29)
7. Here She Comes Now (Cale, Morrison, Reed, Tucker; versió de The Velvet Underground) (5.01)
- D'una mostra de 4 pistes (abril del 1991 a San Francisco, California. Bateria: Dale Crover. Baix: Dave Grohl)

8. Drain You (2.38)
- De la sessió d'enregistrament del senzill Smells Like Teen Spirit i algunes mostres instrumentals (per error a la llista es diu que és del 1990. 1 de gener del 1991 a l'estudi Music Source, Seattle. Productor: Craig Montgomery)

9. Aneurysm (4.47) (Cobain/Grohl/Novoselic)
- D'una mostra d'assaig del grup (març del 1991 a Tacoma, Washington)

10. Smells Like Teen Spirit (Cobain/Grohl/Novoselic) (5.40)
- De la sessió d'enregistrament de Nevermind (de maig a juny del 1991 als estudis Sound City, Van Nuys, California. Productor: Butch Vig)

11. Breed (mescla d'en Butch Vig) (3.07)
12. Verse Chorus Verse (3.17)
13. Old Age (4.20)
- De la tercera sessió de ràdio a la BBC amb en John Peel (3 de setembre del 1991 als estudis Maida Vale, Londres, Anglaterra)

14. Endless, Nameless (8.47)
15. Dumb (2.35)
- De segona sessió amb en Peel(21 d'octubre del 1990 als estudis Maida Vale, Londres, Anglaterra)

16. D-7 (Sage; versió dels Wipers) (3.46)
- De l'enregistrament de la cara b de Lithium, l'enregistrament per a l'Split amb The Jesus Lizard i la recopilació per al disc de tribut als The Wipers (7 d'abril del 1992 als estudis Laundry Room, Seattle. Productor: Barrett Jones)

17. Oh, the Guilt (3.25)
18. Curmudgeon (3.03)
19. Return of the Rat (Sage; versió dels Wipers) (3.09)
- De la sessió d'estudi del disc Nevermind (del maig al juny del 1991 als estudis Sound City, Van Nuys, California. Productor: Butch Vig)

20. Smells Like Teen Spirit (mescla d'en Butch Vig) (4.59)

### CD 3
- Mostra casolana d'en Cobain (maig del 1991 a Oakwood, Califòrnia)

1. Rape Me (3.23)
- D'una de les sessions d'eregistrament de les mostres de In Utero (25 d'octubre del 1992 als estudis Word of Mouth, Seattle. Productor: Jack Endino).

2. Rape Me (3.01)
- D'una mostra d'un assaig del grup (hivern del 1992 a Seattle)

3. Scentless Apprentice (Cobain/Grohl/Novoselic) (9.32)
- De la sessió final d'enregistrament de les mostres de In Utero (del 19 al 21 de gener del 1993 als estudis Ariola Ltda. BMG, Río de Janeiro, Brasil. Productor: Craig Montgomery)

4. Heart-Shaped Box (5.31)
5. I Hate Myself and Want to Die (4.03)
6. Milk It (4.34)
7. Moist Vagina (que surt amb el nom canviat per censura: MV) (1.56)
8. Gallons of Rubbing Alcohol Flow through the Strip (Cobain/Grohl/Novoselic) (7.33)
9. The Other Improv (6.24)
- De mostres casolanes d'en Cobain (entre 1992 i 1993 a Seattle)

10. Serve The Servants (1.36)
11. Very Ape" (1.52)
12. Pennyroyal Tea (3.30)
- De les sessions d'enregistrament de In Utero (del 12 al 26 de febrer del 1993 als estudis Pachyderm, Cannon Falls, Minnesota. Productor: Steve Albini. Voz en Marigold: Dave Grohl).

13. Marigold" (Grohl) (2.34)
14. Sappy (3.26)
- D'una mostra enregistrada en un assaig del grup (5 de febrer del 1994 a Pavilhao Dramático, Cascais, Portugal. Acordió: Krist Novoselic. Segona guitarra: Pat Smear. Violoncel: Melora Creager)

15. Jesus Doesn't Want Me For A Sunbeam (Kelly/McKee; versió de The Vaselines) (3.57)
- D'una mostra casolana d'en Cobain (1994, a Seattle)

16. Do Re Mi (4.24)
- D'una mostra casolana d'en Cobain (1993 o 1994 a Seattle)

17. You Know You're Right (2.30)
- D'una mostra casolana d'en Cobain (1992, a Seattle)

18. All Apologies (3.33)

### DVD
- D'un assaig a casa de la mare del Krist Novoselic (Aberdeen, Washington, desembre del 1988. Bateria: Txad Channing)

1. Love Buzz (versió dels Shocking Blue) (2.32)
2. Scoff (0.47)
3. About a Girl (3.05)
4. Big Long Now (4.22)
5. Immigrant Song (versió de Led Zeppelin) (1.57)
6. Spank Thru (3.03)
7. Hairspray Queen (3.37)
8. School (2.53)
9. Mr. Moustache (3.47)
- D'una presentació als Rhino Records, Los Ángeles, Califòrnia (23 de juny del 1989. Segona guitarra: Jason Everman. Bateria: Chad Channing)

10. Big Cheese (3.13)
- D'una presentació a Bogarts, Long Beach, Califòrnia (16 de febrer del 1990. Bateria: Chad Channing)

11. Sappy (4.27) [Per error és a la llista com la cançó número 12]
- De la sessió d'enregistrament per a les mostres de Nevermind i la versió de Polly que hi ha en el disc (del 2 d'abril al 6 d'abril del 1990 als estudis Smart, Madison, Wisconsin. Productor: Butch Vig. Bateria i timbals: Chad Channing) Vídeo enregistrat a Nova York el 1990.

12. In Bloom (Primera versió de la cançó i del vídeo, mentre el grup era a Sub Pop) (4.28) [A la llista surt per error com la cançó número 11]
- De la presentació a Motor Sports International Garage, Seattle (22 de setembre del 1990. Bateria: Dan Peters)

13. School (2.33)
- De la primera presentació d'en Dave Grohl amb el grup (11 d'octubre del 1990, North Shore Surf Club, Seattle)

14. Love Buzz (versió de Shocking Blue) (3.40)
- De la presentació del grup al OK Hotel, Seattle (17 d'abril del 1991)

15. Pennyroyal Tea (Primer cop que es toca la cançó en directe) (1.55)
16. Smells Like Teen Spirit (Primer cop es toca la cançó en directe) (Cobain/Grohl/Novoselic) (6.16)
17. Territorial Pissings (2.45)
- De la presentació del grup al Paramount Theater, Seattle (Tots sants del 1991)

18. Jesus Doesn't Want Me For A Sunbeam (versió de The Vaselines) (3.32)
- De la presentació del grup en una acte sorpresa d'obertura del concert de Mudhoney al The Crocodrile Cafe, Seattle (4 d'octubre del 1992)

19. Talk to Me (3.35)
- De la sessió final d'enregistrament de les mostres de In Utero (del 19 al 21 de gener del 1993 als estudis Ariola Ltda. BMG, Río de Janeiro, Brasil. Productor: Craig Montgomery. Bateria: Kurt Cobain. Guitarra: Krist Novoselic. Baix: Dave Grohl)

20. Seasons In The Sun (versió de Terry Jacks) (3.22)

#### Material extraordinari del DVD
- Àudio d'instrumentals de les sessions del 26 d'octubre del 92 i el gener del 93, i de l'assaig del desembre del 1988 (en els menús)
- Àudio de mostra de Lounge Act de les sessions de Nevermind (en un dels menús) (2.34)
- Àudio d'una mostra d'All Apologies (el mateix de l'última cançó del CD 3, però amb més velocitat i afinació diferent, en un dels menús) (3.16)
- Àudio i vídeo d'escenes del grup durant el tour per a la promoció de Bleach (entre Big Cheese i Sappy) (3.20)
- Àudio i vídeo d'en Cobain tocant la bateria (d'una de les sessions amb en John Peel el 1990) (als títols finals) (0.10)
- Escenes de l'enregistrament dels vídeos de Smells Like Teen Spirit i Come As You Are (en els menús, només vídeo)
- Escenes d'un vídeo casolà d'en Cobain (en un dels menús)
- Dave Grohl llançant un timbal als afores dels estudis Pachyderm, durant les sessions d'enregistrament de In Utero (disponible en prémer en una de les pantalles de títols finals el nom de Shayne Stacy) (0.28)

## Llocs aconseguits a les llistes
| Any  | Llista                                 | Lloc    |
| ---- | -------------------------------------- | ------- |
| 2004 | Top de discs del Canadà                | Núm. 10 |
| 2004 | Llista oficial de discs del Japó       | Núm. 16 |
| 2004 | Top de discs d'Internet                | Núm. 19 |
| 2004 | Billboard 200                          | Núm. 19 |
| 2004 | Llista oficial de discs de França      | Núm. 20 |
| 2004 | Llista oficial de discs d'Itàlia       | Núm. 21 |
| 2004 | Llista oficial de discs d'Irlanda      | Núm. 23 |
| 2004 | Llista oficial de discs de Suïssa      | Núm. 28 |
| 2004 | Llista oficial de discs de Bèlgica     | Núm. 29 |
| 2004 | Llista oficial de discs de Noruega     | Núm. 31 |
| 2004 | Lista oficial de discs d'Àustria       | Núm. 34 |
| 2004 | Llista oficial de discs d'Espanya      | Núm. 39 |
| 2004 | Llista oficial de discs d'Alemanya     | Núm. 48 |
| 2004 | Llista oficial de discs del Regne Unit | Núm. 56 |